# Rajon Inhul
Der Rajon Inhul (ukrainisch Інгульський район Inhulskyj rajon; Ингульский район/Ingulski raion) ist ein Stadtrajon der südukrainischen Stadt Mykolajiw. Er wurde im Jahr 1920 gegründet und hat heute eine Bevölkerung von etwa 150.000 Personen. Der Name leitet sich vom Fluss Inhul ab.

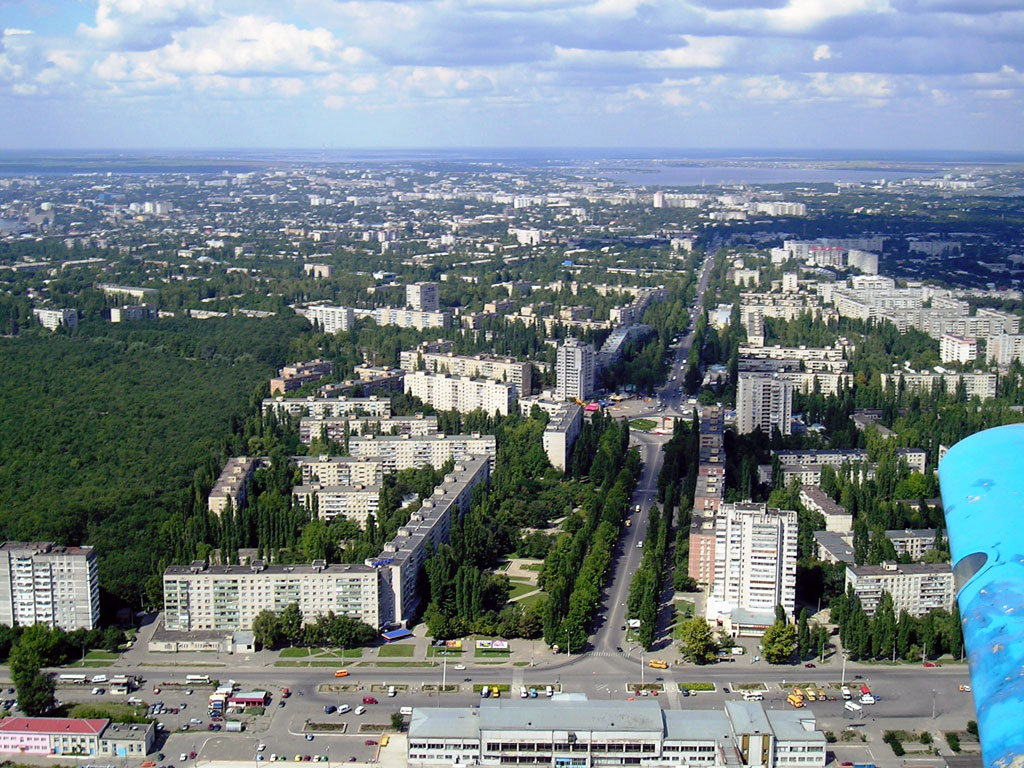
Luftbild auf die Myrustraße vom Bahnhof (unten) zum Stadtzentrum

Der Stadtteil hat eine Fläche von 35 Quadratkilometern und liegt östlich der Altstadt von Mykolajiw und des Rajons Zentral, von welchem er durch die Sechste Slobidskastraße und die Eisenbahnstraße getrennt ist. Das Areal erstreckt sich von der ersten großen in der Stadt liegenden Flussschlaufe des Inhul im Norden bis zu einem kleinen Abschnitt am linken Ufer des Südlichen Bug im Süden. Im Nordwesten des Stadtbezirks führt eine Pontonbrücke und am nördlichen Rand die Eisenbahnbrücke der Strecken nach Wosnessensk und nach Odessa über den Inhul. Von Osten und Südosten durchqueren die Hauptstraßen von Cherson und Baschtanka sowie die Wogoiawlenskjistraße den Stadtteil und erreichen im Westen die Stadtmitte. Die Bezirksverwaltung befindet sich am nördlichen Ende der Wogoiawlenskjistraße, an der auch die Zentrale der städtischen Busbetriebe liegt. Zwischen der Chersonstraße und der Wogoiawlenskjistraße ist am südöstlichen Stadtrand der Bahnhof Mykolajiw an der Bahnstrecke nach Cherson angelegt; vom Bahnhofplatz aus führt die Myrustraße in das Stadtzentrum. Östlich des Bahnhofareals befindet sich der Militärflugplatz Kulbakino mit einem Flugzeugunterhaltswerk.
Inhul umfasst einerseits zahlreiche Wohnquartiere, die im 20. Jahrhundert wegen des starken wirtschaftlichen Wachstums der Hafen- und Industriestadt errichtet wurden; teilweise bestehen sie aus großen Wohnblocks und Mehrfamilienhäusern; vor allem im nördlichen Bereich sind es ausgedehnte Wohngegenden mit Einfamilienhäusern. Und daneben liegen andererseits verschiedene Gewerbe- und Industriezonen. Das größte Unternehmen im Gebiet ist der Gasturbinenhersteller Maschprojekt, der unter anderem als Zulieferer für die in Mykolajiw konzentrierte Schiffbauindustrie wichtig ist und früher der einzige Turbinenhersteller für die sowjetische Marine war. Eine andere bekannte Firma ist das Autowerk Orion im Norden des Stadtteils.
Im Stadtteil liegen als größere Grünflächen der Zoo Mykolajiw, der Dubkypark und der Junistpark, in dem das Junist-Kino steht. Diesem gegenüber befindet sich der Kulturpalast Molodischnji und östlich davon das Sorjastadion. Zudem liegen im dicht besiedelten Stadtteil mehrere Schulen, Einkaufszentren, Bibliotheken und Krankenhäuser.